# Roel Aarts
Roel Aarts (19 augustus 1993) is een Nederlands basketballer die uitkomt voor BAL uit Weert in de Dutch Basketball League (DBL).

## Carrière
Nadat Aarts van 2011 tot 2013 in het onder-20 team van EiffelTowers Den Bosch speelde, tekende hij in de zomer van 2013 bij Maxxcom BSW uit Weert.
Voor het seizoen 2017–18 stapte Aarts over naar Basketbal Academie Limburg (BAL), dat de plek van BSW in de Eredivisie overnam.